# Колібрі-смарагд пуерто-риканський
Колі́брі-смара́гд пуерто-риканський (Riccordia maugaeus) — вид серпокрильцеподібних птахів родини колібрієвих (Trochilidae). Ендемік Пуерто-Рико.

## Опис

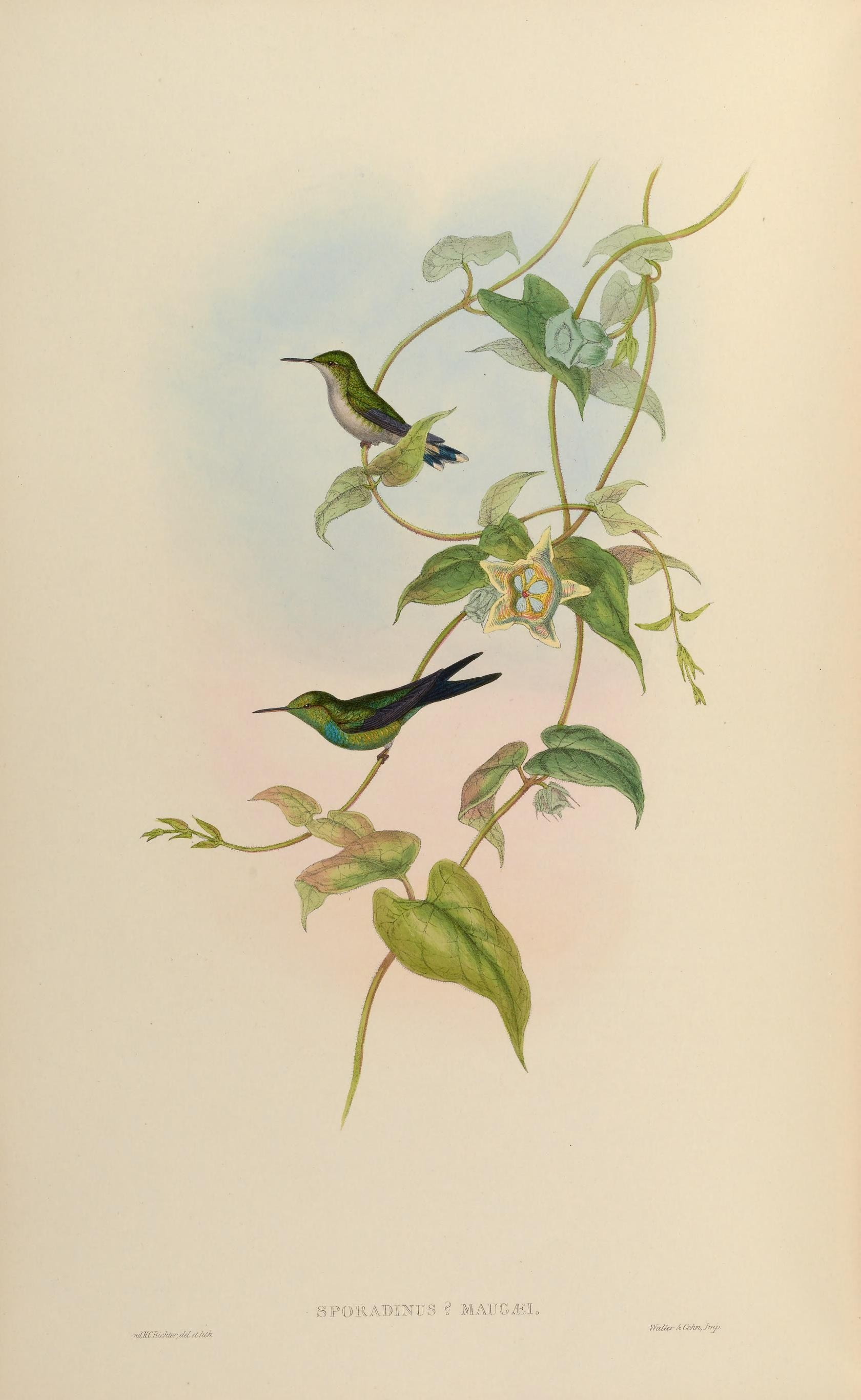
Пуерто-риканські колібрі-смарагди

Довжина самців становить 8,5-9,5 см, самиць 7,5-8,5 см, вага 3,4-3,8 г. У самців лоб і тім'я зелені. блискучі, за очима білі плямки. Решта верхня частина тіла темно-зелена з металевим відблиском. Горло райдужно-синьо-зелене, решта нижньої частини тіла зелена, блискуча. Хвіст роздвоєний, сталево-синій. Дзьоб короткий, прямий, зверху чорний, знизу червоний з чорним кінчиком.
У самиць лоб і тім'я тьмяні, темно-зелені, решта верхньої частини тіла трав'янисто-зелені, блискучі. Горло світло-сіре, решта нижньої частини тіла більш темна. Хвіст менр розвоєний, ніж у самців. Крайні стернові пера коричневі, біля основи білуваті, кінчики у них білі, наступна пара сталево-синя, біля основи зеленувато-біла, на кінці білі, наступні дві пари стернових пер мають зелені внутрішні опахала і тьмяно-коричневі зовнішні опахала, центральна пара стернових пер зелена. Дзьоб повністю чорний. Забарвлення молодих птахів є подібне до забарвлення самиць. 

## Поширення і екологія
Пуерто-риканські колібрі-смарагди живуть в різноманітних лісових ландшафтах, зокрема в сухих і вологих тропічних лісах, в гірських лісах і мангрових заростях, у вторинних лісах, на кавових плантаціях, в парках і садах. Зустрічаються на висоті до 800 м над рівнем моря. Ведуть переважно осілий спосіб життя.
Пуерто-риканські колібрі-смарагди живляться нектаром різноманітних квітучих рослин, зокрема Hohenbergia portorricensis, Vriesea sintenisii, Dilomilis montana, Epidendrum, Hedychium coronarium, Renealmia antillarum, Justicia martinsoniana, Ruellia coccinea, Sanchezia nobilis, Thunbergia erecta, Spathodea campanulata, Tabebuia haemantha, Tabebuia rigida, Tabebuia schumanniana, Clusia krugiana, Clusia minor, Erythrina berteroana, Neorudolphia volubilis і Sabinea punicea, а також дрібними комахами і павуками, яких збирають з листя і гілок. Вони шукають нектар в нижньому і середньому ярусах лісу, на висоті від 1 до 6 м над землею.
Пуерто-риканські колібрі-смарагди розмножуються протягом всього року, з піком у лютому-травні. Гніздо невелике, чашоподібне, робиться з рослинних волокон, встелюється м'яким матеріалом, зовні покривається лишайником. Воно розміщується в чагарниках або на невисокому дереві. В кладці 2 яйця. Інкубаційний період триває 14-16 днів, пташенята покидають гніздо через 20-22 дні після вилуплення. Птахи набувають статевої зрілості у віці 2 років.